# Psychotria hypochlorina
Psychotria hypochlorina är en måreväxtart som beskrevs av Charlotte M. Taylor. Psychotria hypochlorina ingår i släktet Psychotria och familjen måreväxter. Inga underarter finns listade i Catalogue of Life.